# Controverse autour de Timbaland
 (septembre 2021).
La mise en forme du texte ne suit pas les recommandations de Wikipédia : il faut le « wikifier ».
Les points d'amélioration suivants sont les cas les plus fréquents :
- Les titres sont pré-formatés par le logiciel. Ils ne sont ni en capitales, ni en gras.
- Le texte ne doit pas être écrit en capitales (les noms de famille non plus), ni en gras, ni en italique, ni en « petit »…
- Le gras n'est utilisé que pour surligner le titre de l'article dans l'introduction, une seule fois.
- L'italique est rarement utilisé : mots en langue étrangère, titres d'œuvres, noms de bateaux, etc.
- Les citations ne sont pas en italique mais en corps de texte normal. Elles sont entourées par des guillemets français : « et ».
- Les listes à puces sont à éviter, des paragraphes rédigés étant largement préférés. Les tableaux sont à réserver à la présentation de données structurées (résultats, etc.).
- Les appels de note de bas de page (petits chiffres en exposant, introduits par l'outil «  Source ») sont à placer entre la fin de phrase et le point final[comme ça].
- Les liens internes (vers d'autres articles de Wikipédia) sont à choisir avec parcimonie. Créez des liens vers des articles approfondissant le sujet. Les termes génériques sans rapport avec le sujet sont à éviter, ainsi que les répétitions de liens vers un même terme.
- Les liens externes sont à placer uniquement dans une section « Liens externes », à la fin de l'article. Ces liens sont à choisir avec parcimonie suivant les règles définies. Si un lien sert de source à l'article, son insertion dans le texte est à faire par les notes de bas de page.
- La présentation des références doit suivre les conventions bibliographiques. Il est recommandé d'utiliser les modèles {{Ouvrage}}, {{Chapitre}}, {{Article}}, {{Lien web}} et/ou {{Bibliographie}}. Le mode d'édition visuel peut mettre en forme automatiquement les références.
- Insérer une infobox (cadre d'informations à droite) n'est pas obligatoire pour parachever la mise en page.

Pour une aide détaillée, merci de consulter Aide:Wikification.
Si vous pensez que ces points ont été résolus, vous pouvez retirer ce bandeau et améliorer la mise en forme d'un autre article.
En janvier 2007, plusieurs sources d'information ont rapporté que Timbaland (Timothy Z. Mosley) était accusé d'avoir plagié plusieurs  éléments (échantillonnage) dans la chanson « Do It » sur l'album de 2006 Loose par Nelly Furtado sans porter crédit ou donner compensation au véritable auteur. Le titre lui-même était disponible comme cinquième single de Loose le 24 juillet 2007.

## Historique
Le titre original intitulé « Acidjazzed Evening », est un chiptune-style 4-channels Amiga module composé par Janne Suni (a.k.a. Tempest), un musicien finlandais de la scène démo. Ce titre gagna la première place à l'Oldskool Music competition à l'Assembly 2000, une des demoparties tenue à Helsinki en Finlande en 2000. Selon Scene.org, le titre fut « uploadé » vers leur serveur la même année, bien avant la chanson de Nelly Furtado. Le titre d'origine fut remixé plus tard avec la permission de Suni par le norvégien Glenn Rune Gallefoss (a.k.a. GRG) au format SID sur Commodore 64; c'est cette version qui fut semble-t-il échantillonnée pour  « Do It ». Le morceau C64 fut ajouté à High Voltage SID Collection le 21 décembre 2002.
Une vidéo qui tente de montrer la preuve du vol fut postée sur YouTube le 12 janvier 2007. Une autre vidéo fut postée sur le site le 14 janvier 2007, prétendant que Timbaland avait aussi volé un an plus tôt le même titre pour un ringtone Block Party, un parmi tant qui furent vendus aux États-Unis en 2005.
Le 1er avril, la piste pour « Do It » (sans voix) fut utilisée comme thème musical pour les Juno Awards 2007, diffusé à la télévision, que Nelly Furtado présentait. La piste fut jouée durant l'ouverture avant les pubs. Les échantillons controversés purent donc être clairement audibles.

## Commentaires de l'auteur

### Janne Suni
Janne Suni poste le commentaire suivant concernant le statut d'"Acidjazzed Evening" le 15 janvier 2007 :
"...I have never given up the copyrights of Acidjazzed Evening. I also have never authorized commercial use of the song. In 2002, however, Glenn Rune Gallefoss (also known as GRG) made a conversion/arrangement of the Acidjazzed Evening which was not released commercially. This arrangement was made on the Commodore 64 computer. It was authorized by me, and Glenn Rune Gallefoss explicitly asked for permission before releasing the arrangement."
Traduction :
"... Je n'ai jamais renoncé aux droits sur Acidjazzed Evening. Je n'ai pas non plus autorisé un usage commercial de la chanson. En 2002 cependant Glenn Rune Gallefoss (connu aussi sous le pseudonyme GRG) a fait une conversion/un arrangement de Acidjazzed Evening qui n'est pas sorti dans les bacs. Cet arrangement a été fait sur Commodore 64. Je l'ai autorisé et Glenn Rune Gallefoss avait demandé la permission avant de sortir son remix."
Le 16 février 2007, il ajouta:
"I'll correct one persistent misconception: I have been using the services of a law firm since September 2006. Things are gradually developing behind the scenes, and whatever the result turns out to be like, I'll publish any available info here as soon as possible."
Le 9 septembre 2007, sa page web fut mise à jour avec les informations suivantes :
"My case regarding the controversy has come to its closure. Just as before, I will not answer any questions about the case.
"

### Glenn Gallefoss
The C64 news portal C64.sk publia les commentaires suivants de Glenn R. Gallefoss le 15 janvier 2007 :
"... Its my sid version that has been sampled in do-it : You can hear that by the 11 waveform bleeps I have put in at random plaves (only 3 voices on a sid you know), the arpeggios are using filters, I can even hear the lead using my multipulse routine (which i rarely use, but i did it on acidjazz.sid )."
Cela implique que la conversion C64 et par conséquent, le supposé échantillon dans "Block Party" et "Do It", furent créés en utilisant le programme c64 de Gallefoss. Il y a aussi une vidéo YouTube avec le titre joué par ce programme.
Le 3 février, Gallefoss publia le commentaire suivant sur sa page perso :
"Not much to tell about this matter. I have made a deal with my lawyers. Sometime in the near future, something will happen."

### Universal / Nelly Furtado
Hannu Sormunen, un représentant finlandais d'Universal, qui représente Nelly Furtado en Finlande, commenta la controverse comme suit le 15 janvier 2007 dans Iltalehti :

In case that the artist decides to pursue the matter further, it's on him to go to America and confront them with the local use of law. It will require a considerable amount of faith and, of course, money.
La première action légale contre Universal Finlande fut lancée par Helsinki District Court en, mi-août 2007, au profit de Glenn R. Gallefoss.

### Timbaland
Le 2 février 2007, Timbaland répondit aux accusations de plagiat dans une interview à la radio  Elliot in the Morning. Dans cette interview, Timbaland admet ce qu'il nomme "échantillonnage", mais il prétend que ce n'est pas du vol, parce que tout le monde le fait à tout le monde tous les jours. Timbaland dit aussi que c'est d'un jeu vidéo et mentionne le Commodore 64. Il dit aussi qu'il n'a pas le temps pour des recherches sur ce qui est domaine public ou pas. Timbaland trouve cela ridicule mais ne peut en dire plus à cause du procès en cours. Il a cependant appelé Janne Suni un "idiot" et  "secoué à lubies" . Il persiste à appeler ça un échantillonnage sans se référer à la mélodie.
Le 9 février 2007, Timbaland commenta le cas comme suit sur MTV :

"It makes me laugh. The part I don't understand, the dude is
trying to act like I went to his house and took it from his computer. I
don't know him from a can of paint. I'm 15 years deep. That's how you
attack a king? You attack moi? Come on, man. You got to come correct. You
the laughing stock. People are like, 'You can't be serious.'"

## Analyse d'une partie tierce
Un appareil dans le studio de Timbaland, comme vu dans les video clips de la  MTV  "Timbaland's Diary", a été identifié comme un Elektron SidStation,. Cet appareil est un synthétiseur à contrôle midi basé sur le circuit SID du Commodore 64, et il est capable de rejouer des fichiers .sid à la façon du matériel d'origine. On a spéculé que Timbaland téléchargea la version de Gallefoss du titre venant de High Voltage SID Collection et utilisa une SidStation pour l'utiliser dans son studio,.
Chris Abbott, qui entretient le site C64Audio.com, posta une analyse en profondeur qu'il résuma dans un article. Abbott a commercialisé des titres Commodore 64 music, plus notablement la série  "Back in Time" en CD. Abbott écrit au sujet du plagiat :
"What appears to have happened is that the three-voice output from the original C64 version has had the bass voice silenced : that missing bass voice then follows the original tune except for a couple of changed notes, and the removal of some octave jumps. However, various technical procedures show that other components of the song (chords/melody/rhythm) have been exactly reproduced. This is vanishingly unlikely to have happened by chance."
Abbott note aussi que si la preuve semble concluante, l'éventuel résultat l'est moins. La société d'édition a une multitude de réponses possibles et plusieurs raisons à invoquer pour ne pas avoir supprimé le titre de prime abord.
Une preuve plus artistique des similarités fut faite par un blogger qui mixa les deux titres sous le nom Do it in the Acid jazzed evening.

## Cas similaires
Des exemples antérieurs d'usage commercial de titres « gratuits » ont été exhumés par des sources couvrant cette controverse.
Un exemple souvent mentionné est le hit Kernkraft 400 (1999) du groupe Zombie Nation, dont le riff principal, qui constitue le cœur de la piste, est emprunté à une composition de David Whittaker, présente dans le jeu Lazy Jones (1984). David Whittaker fut indemnisé d'une somme non révélée. Un autre exemple est le hit néerlandais You've Got My Love, pour lequel l'artiste Bas "Bastian" Bron échantillonna la batterie d'un titre de Jeroen Tel et Reyn Ouwehand composé pour le jeu Rubicon. À chaque fois, les cas furent gagnés par l'auteur original devant la cour de justice,.
Un exemple d'usage non autorisé de musique tracker plus ancien existe aussi. En 2000, un artiste américain de faible envergure Jay Newingham s'avéra avoir directement copié plusieurs titres demoscene bien connu pour son electronica band Planet-X (ne pas confondre avec Derek Sherinian : Planet X), incluant des morceaux comme Purple Motion de la démo Second Reality. Ce cas ne fut pourtant jamais jugé.
Il est à noter également un plagiat de la part de Rihanna pour sa chanson "Don't stop the music" qui semble plagier la musique du jeu vidéo sur Amiga intitulé "Lethal Weapon 3" dont l'auteur se nomme Barry Leitch.

## Couverture médiatique

### Débuts de la controverse
Les plus anciens posts sur des forums Internet suggérant que "Do It" était basé sur "Acidjazzed Evening" datent de juillet 2006, et en se référant au portail finlandais eDome, "Suni et autres démomakers savaient déjà  à cet instant. La controverse enfla une fois connue sur le forum Pouët.net, un site éminent de la scène démo 4 octobre 2006. Le post ne déclencha pas de débat virulent jusqu'au 11 janvier 2007 où un post apparut sur Something Awful forums. The Something Awful fut répété par Slashdot, et Digg qui produisirent une attention plus générale.

### La couverture large
Un des premiers  médias de grande audience à réagir à la controverse fut Finnish Broadcasting Company, qui publia une information sur le sujet 14 janvier 2007.
Le magazine de musique électronique Side-Line mit en ligne un tour d'horizon complet, les tabloids finnois Ilta-Sanomat et les journaux ITviikko et DigiToday publièrent aussi des articles au sujet du plagiat 15 janvier 2007.
Le 16 janvier, un portail de nouvelles finlandais eDome publia un article au sujet de ce cas disant dans le sommaire anglais :
"It is beyond any doubt that Timothy 'Timbaland' Mosley has directly copied large sections of Janne Suni’s songs, much more than any 'fair use' would allow. Timbaland has not sampled tiny bits or effects from the song, but whole sections. This is a clear breach of copyright." 
L'article couvrait aussi des cas similaires du passé et que la compétition et la remise de prix eurent lieu devant 4 000-5 000 personnes. La compétition et la cérémonie furent aussi vues sur la tv par câble à Helsinki. Le même jour, la nouvelle atteignit la Norvège Norwegian Broadcasting Corporation, les deux interrogèrent Gallefoss.
Le 17 janvier, le cas fut rapporté brièvement par le site Rolling Stone et le populaire portail allemand Heise online. Lequel suggère que Timbaland téléchargea l'arrangement de Gallefoss en SID depuis High Voltage SID Collection.
Le 18 janvier, Rolling Stone mit en exergue la controverse avec un article plus détaillé. Plus tard dans la journée San Jose Mercury News couvrit l'histoire dans leur blog. Le 22 janvier, MTV prit note de la nouvelle avec un article plus long et une vidéo. Il n'est pas certain si cette vidéo était sur internet ou à l'antenne. La sœur de Mtv VH-1 publia aussi les infos d'MTV. MTV avait apparemment essayé d'atteindre des représentants de Timbaland par téléphone et courriel, mais sans réponse à l'heure d'envoyer.

### Critique
La controverse a été aussi critiquée. D'après le magazine XXL, il y a eu trop de couverture média de l'évènement. XXL prétend que cette trop grande visibilité est due à la fierté collective de plusieurs geeks et leur guerre larvée avec les médias généraux. XXL prétend aussi que du plagiat à cette échelle arrive régulièrement et y va d'une comparaison avec l'échantillonnage trouvé dans « 90 % du pre-1997 hip hop », de même que le vol de riff de blues et rock.
Toutes les productions musicales à base de samples passent par une phase de clearing, qui consiste à retrouver le morceau dont est extrait l’échantillon afin de s’acquitter des droits d’auteur. Timbaland aurait omis cette phase.